# Андреј Вучић
Андреј Вучић (Београд, 9. април 1972) српски је политичар и предузетник. Вучић је високи званичник Српске напредне странке, претходно је био извршни директор Завода за израду новчаница и кованог новца Народне банке Србије (НБС).

## Биографија
Андреј Вучић је син Ангелине и Анђелка Вучића, као и млађи брат политичара Александра Вучића.
За време рада у Заводу за израду новчаница и кованог новца, Вучићу су лична карта и његов потпис наводно украдени и искоришћени за оснивање фирме Асомакум. Предузеће Асомакум је било предмет расправе у Народној скупштини о преварама и предмет званичне тужилачке одлуке у Београду 2011. због избегавања плаћања пореза. Вучић је поднео тужбу због крађе идентитета.
Септембра 2014. године, током Параде поноса у Београду, група жандарма физички је напала Вучића и његове телохранитеље.
У септембру 2015. пет чланова Конгреса САД (Еди Бернис Џонсон, Карлос Курбело, Скот Пери, Адам Кинзингер и Зои Лофгрен) обавестили су потпредседника САД Џоа Бајдена да Андреј Вучић и његова два блиска сарадника, Никола Петровић и Зоран Кораћ, предводе групу која је водила кампању блаћења ради ограничавања слободе говора у медијима у Србији. Тврдили су да је група ојачала њихов утицај и одбила интересовање за енергетске, телекомуникационе, инфраструктурне и пројекте запошљавања у земљи.
Бивши градоначелник Београда Синиша Мали истакао је да је његова кандидатура за место градоначелника била идеја Андреја Вучића.
Дана 31. децембра 2024. године, на врхунцу протеста против корупције, Александар Вучић је јавно тврдио да има „екстремно проруски оријентисане лојалисте“ унутар владајуће СНС-а, чијих је „17.000 чланова положило крвну заклетву“ да брани власт и да су одлучни да се боре против онога што је назвао „обојеном револуцијом у Србији коју подржава Запад“. Навео је да је његов брат међу тим члановима.